# Đoàn Văn Cừ
Đoàn Văn Cừ (1913 – 2004) là nhà thơ Việt Nam, được tặng Giải thưởng Nhà nước về Văn học Nghệ thuật năm 2001.

## Tiểu sử
Đoàn Văn Cừ (các bút danh khác là Kẻ Sỹ, Cư sỹ Nam Hà, Cư sỹ Sông Ngọc) sinh ngày 25 tháng 11 năm 1913 ở làng Đô Quan, Thôn Đô Đò xã Nam Lợi, huyện Nam Trực, tỉnh Nam Định trong một gia đình nông dân. Trước Cách mạng tháng Tám, Đoàn Văn Cừ dạy học, ông đã tham gia phong trào công nhân Nhà máy sợi Nam Định năm 1936. Sau Cách mạng tháng Tám, ông tham gia Hội đồng Nhân dân tỉnh Nam Định (1946).
Năm 1948, ông tòng quân, tham gia kháng chiến chống Pháp và làm công tác văn nghệ, phiên dịch, công tác địch vận Liên khu III. Từ năm 1959, ông làm biên tập tại Nhà xuất bản Phổ thông. Năm 1974, ông công tác tại Ủy ban Mặt trận Tổ quốc huyện Nam Ninh (Hà Nam Ninh); trừ năm 1971, là Ủy viên Ban Chấp hành Hội Văn nghệ Hà Nam Ninh.
Ông là đảng viên Đảng Cộng sản Việt Nam; hội viên sáng lập Hội Nhà văn Việt Nam từ năm 1957.
Ông gần như sống ẩn dật ở quê trong những năm cuối đời và mất tại đây ngày 27 tháng 6 năm 2004.

## Sự nghiệp
— nhà thơ Đoàn Văn Cừ , 
Đoàn Văn Cừ xuất hiện trong Phong trào Thơ mới (1932 - 1945) và viết về thôn quê với bút pháp rất riêng: tả chân. Trong số những nhà thơ của phong trào Thơ Mới viết về thôn quê, thì Đoàn Văn Cừ có một giọng điệu riêng, nếu người đọc tinh ý sẽ thấy khó nhầm lẫn thơ ông với thơ của người khác. Thơ “tả chân” của Đoàn Văn Cừ luôn rực rỡ sắc màu và hình ảnh, đặc biệt cảnh sắc trong thơ ông luôn luôn vận động, giàu sức sống. Những cảnh quê như Đám hội, Đám cưới mùa xuân,... và đặc biệt là phiên Chợ Tết nông thôn của ông vẫn sẽ còn mãi với thời gian.
Đoàn Văn Cừ là một trong 46 nhà thơ tiêu biểu của Việt Nam nửa đầu thế kỷ XX, được tập hợp trong cuốn sách “Thi nhân Việt Nam” xuất bản lần đầu tiên vào năm 1941.

Ngoài thơ, ông còn sáng tác văn xuôi.
| “                          | ... đời sống ở đồng quê có một nhịp nhàng riêng, thể văn tiểu thuyết không diễn ra được. Phải có thơ. Trong các nhà thơ đồng quê, không ai có ngòi bút dồi dào mà rực rỡ như Đoàn Văn Cừ... | ” |
| — nhà phê bình Hoài Thanh. | |   |

| “                         | Những gì ông lưu giữ và trao lại cho chúng ta lại thuộc về những thứ gia bảo ngày càng quý hiếm. Nó là hoài niệm của nhiều thế hệ bạn đọc, càng xa càng nhớ. Thơ ông đã là bảo tàng tâm hồn của mọi người Việt nặng lòng hồi cố, nhớ quê, thương lại cội nguồn. | ” |
| — nhà thơ Vũ Quần Phương. | |   |

Đoàn Văn Cừ được tặng Giải thưởng văn học Nguyễn Khuyến hạng B (không có hạng A) của UBND tỉnh Hà Nam Ninh (1985).
Năm 2001, ông được tặng Giải thưởng Nhà nước về Văn học nghệ thuật với tập thơ Đường về quên mẹ và Tuyển tập Đoàn Văn Cừ.

## Tác phẩm chính
- Thôn ca I (1944)
- Thơ lửa (1947)
- Việt Nam huy hoàng (1948)
- Quân dân Nam Định anh dũng chiến đấu (phóng sự, 1953)
- Trần Hưng Đạo, anh hùng dân tộc (1958)
- Thôn ca II (1960)
- Dọc đường xuân (1979)
- Đường về quê mẹ (1987)
- Tuyển tập Đoàn Văn Cừ (1992)

## Vinh danh
- Giải thưởng Nhà nước về Văn học Nghệ thuật năm 2001.

### Giải thưởng văn học
- Giải thưởng văn học Nguyễn Khuyến hạng B (không có hạng A) của UBND tỉnh Hà Nam Ninh (1985)

## Gia đình
Vợ ông là bà Nguyễn Thị Miều. Ông bà có 5 người con, trong đó có một con trai là họa sĩ Đoàn Văn Nguyên, được nhận Giải thưởng Nhà nước về Văn học nghệ thuật (chuyên ngành Mỹ thuật) năm 2007.